# Río Ujtá
El río Ujtá (en ruso, Ухта) es un río en la república Komi en Rusia. Es un afluente por la orilla izquierad del río Izhma. lo que le incorpora a la cuenca hidrográfica del Pechora. Atraviesa las ciudades de Ujtá y Sosnogorsk.

## Geografía

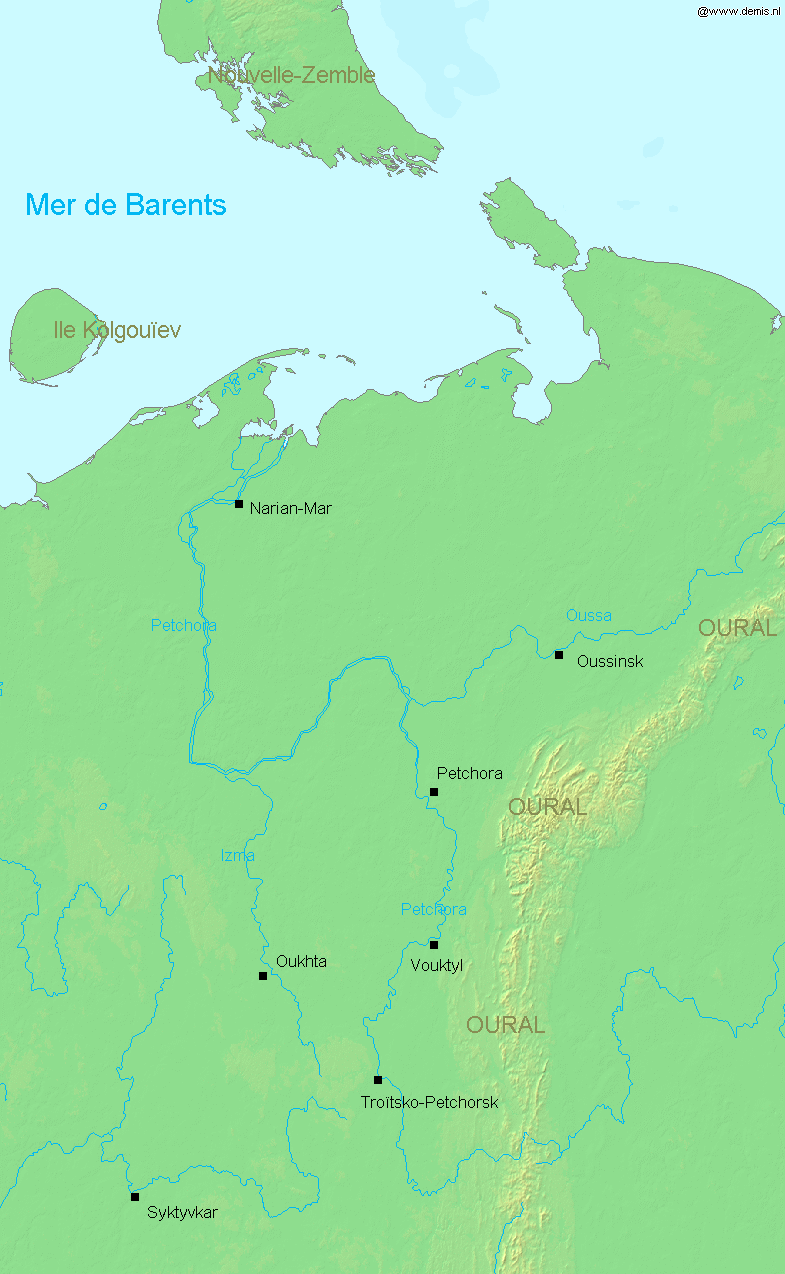
Mapa del río Pechora en el que aparece el río Izhma, que es en el que desemboca el Ujtá

El Ujtá nace en la cordillera de Timán. Fluye primero hacia el sur y luego hacia el este. Tiene una longitud de 199 km, con una cuenca de 4510 kilómetros cuadrados. Su máximo de caudal es 957 m³/s y el mínimo 8,58 m³/s, siendo la media 48,9 m³/s. Se hiela de octubre - noviembre a abril - mayo. Confluye con el Izhma en Sosnogorsk.
- Datos: Q143169
- Multimedia: Ukhta River / Q143169